# Posto
Posto è un termine utilizzato in araldica per indicare una figura disposta in modo diverso da quello normale.
Qualora le figure presenti siano più di una, il termine si riferisce alla posizione della singola figura e non a quella dell'insieme delle figure, per la quale si preferisce il termine ordinato.
Il termine ha anche un uso più generico per indicare:
- l'ubicazione di una figura sulla tavola di aspettazione: … posto in capo, … posto in punta
- una particolare disposizione di più figure, generalmente uguali,: poste 3, 2 e 1. In questo caso la sequenza indica generalmente la composizione delle file dall'alto verso il basso, ma in alcuni casi particolari, come quelle delle cime che costituiscono il monte all'italiana, la sequenza va letta dal basso verso l'alto.

Tronco posto in palo (Badia)
Chiave posta in fascia (Arni, Svizzera)
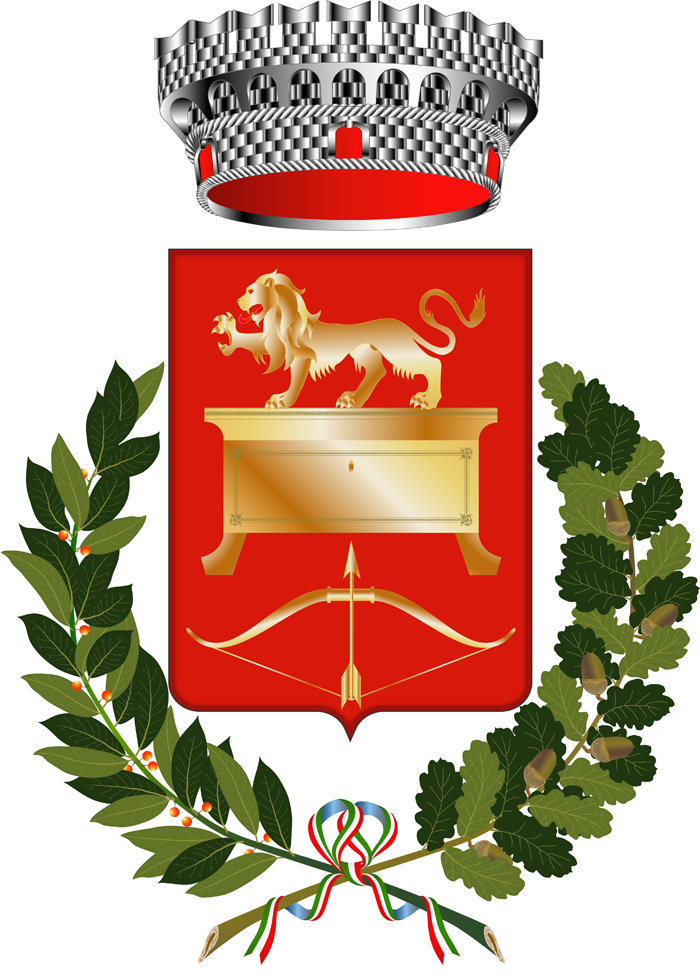
Arco posto in fascia (meglio montante) (Archi)
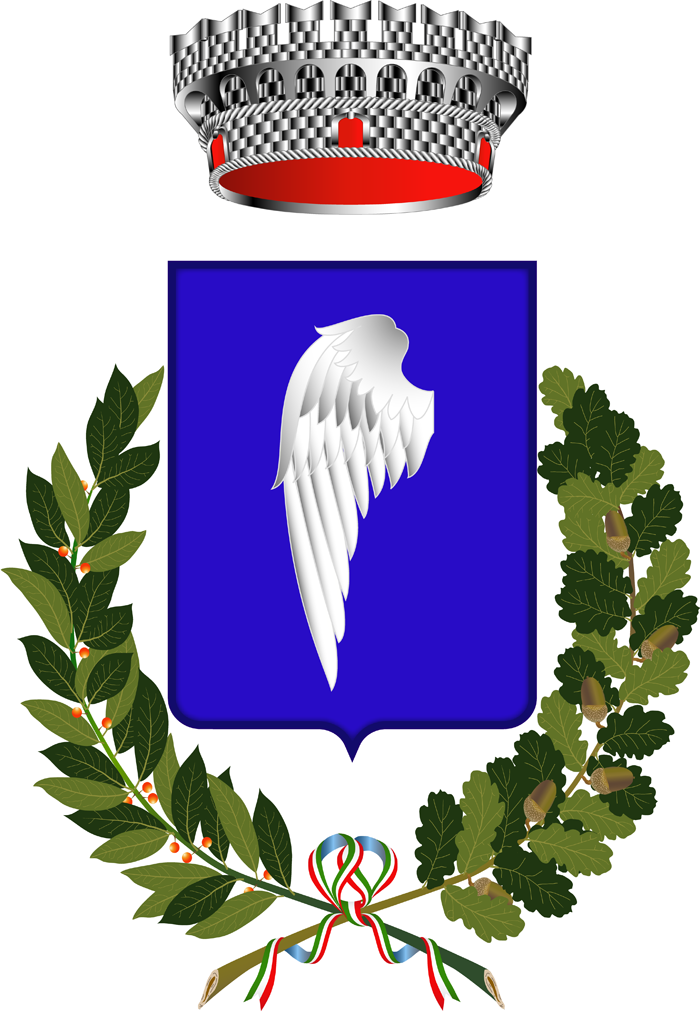
Semivolo posto in palo (Alanno)
Colonna posta in banda (Abano Terme)
Scala posta in sbarra (Anacapri)
D'oro, alla banda di nero, caricata di tre torri d'argento poste nel senso della pezza (Anzeling, Francia)
Tre spighe poste in ventaglio (Alfianello)
Stella posta in capo (Echarlens, Svizzera)
Torre posta in punta (Albino)
Nove stelle poste 3, 3 e 3 (Cassino)
Cinque stelle poste 2, 1 e 2 (anche ordinate in decusse) (Ailano)